# Newman, Kalifornien
Newman är en stad (city) i Stanislaus County, i delstaten Kalifornien, USA. Enligt United States Census Bureau har staden en folkmängd på 10 306 invånare (2011) och en landarea på 5,4 km².